# Хулу
41°02′34″ пн. ш. 113°00′39″ сх. д. / 41.04277778° пн. ш. 113.01091111° сх. д.
Хулу (кит. 葫芦站, пін. Húlu Zhàn) — залізнична станція в КНР, розміщена на Цзінін-Баотоуській залізниці між станціями Гуїнпань і Чжоцзи-Східне та Пекін-Баотоуській залізниці між станціями Цзінін-Південний і Саньчакоу.
Розташована в хошуні Чахар – Правий Передній стяг (міський округ Уланчаб, автономний район Внутрішня Монголія). Відкрита в 1989 році.